# Eiichiro Oda
Eiichiro Oda (尾田 栄一郎) (født 1. januar 1975) er en japansk manga-ka. Han er kendt for den populære manga One Piece, der siden 1997 har været trykt i Weekly Shonen Jump, et populært tegneserieblad for unge drenge. På trods af sin unge alder, er han meget anerkendt. One Piece er hans første værk, som han har tegnet på siden han var i starten af tyverne. Inden den blev udgivet, arbejdede han som tegneassistent for en anden kendt mangaforfatter. 
Eiichiro Oda havde regnet med, at One Piece skulle vare i fem år, men den har i år 25 års jubilæum og er langt fra færdig. I anledning af ti års jubilæet tegnede han sammen med sit store idol, Akira Toriyama, en 19 siders tegneserie hvor karaktererne fra One Piece og DragonBall var hovedpersonerne. Det er ikke første gang, at One Piece og DragonBall er samlet i én tegnefilm. 
Oda skulle efter sigende være meget sky, og man ser ham ikke så tit til de store One Piece events, der er i Japan. Få gange -blandt andet i år – deltog han dog i Jump Festa, en stor event arrangeret af Weekly Shonen Jump, hvor også de populære voiceactors til serien var samt forfatteren af Naruto. Det var også til en tidligere event, at han mødte sin nuværende kone, der er skuespiller og model, og til eventen var Nami cosplayer.
Eiichiro Oda har udtalt, at One Piece ikke skal være hans eneste værk. I One Piece Blue fortæller han, at han i fremtiden gerne vil lave en manga om robotter.
1. ↑  Navnet er anført på engelsk og stammer fra Wikidata hvor navnet endnu ikke findes på dansk.
2. ↑  Navnet er anført på engelsk og stammer fra Wikidata hvor navnet endnu ikke findes på dansk.
3. ↑  Navnet er anført på tjekkisk og stammer fra Wikidata hvor navnet endnu ikke findes på dansk.
4. ↑  Navnet er anført på engelsk og stammer fra Wikidata hvor navnet endnu ikke findes på dansk.
5. ↑  Navnet er anført på bokmål og stammer fra Wikidata hvor navnet endnu ikke findes på dansk.